# Eublemma plumbosa
Eublemma plumbosa là một loài bướm đêm trong họ Erebidae.